# Evert Pieters

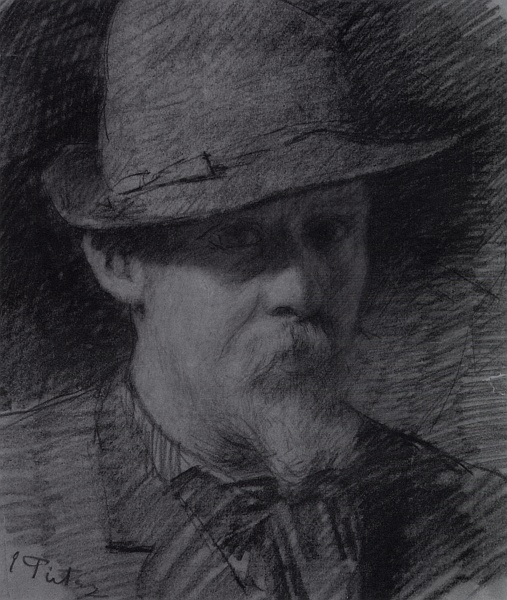
Evert Pieters, autorretrato

Evert Pieters (Ámsterdam, 11 de diciembre de 1856 - Laren, 17 de febrero de 1932 ) fue un pintor holandés de paisajes y escenas de jardín.

## Vida y obra
Pieters nació en una familia acomodada y fue aprendiz de pintor de casas a una edad temprana. A la edad de diecinueve años se fue a Amberes con la esperanza de llevar una vida mejor allí como aprendiz de decorador. Asistió a clases nocturnas de dibujo en la Real Academia de Bellas Artes de Amberes y practicó el dibujo a partir de modelos de yeso. En su tiempo libre pintaba a partir de cuadros y grabados. Posteriormente fue aprendiz del paisajista belga Theodoor Verstraete.

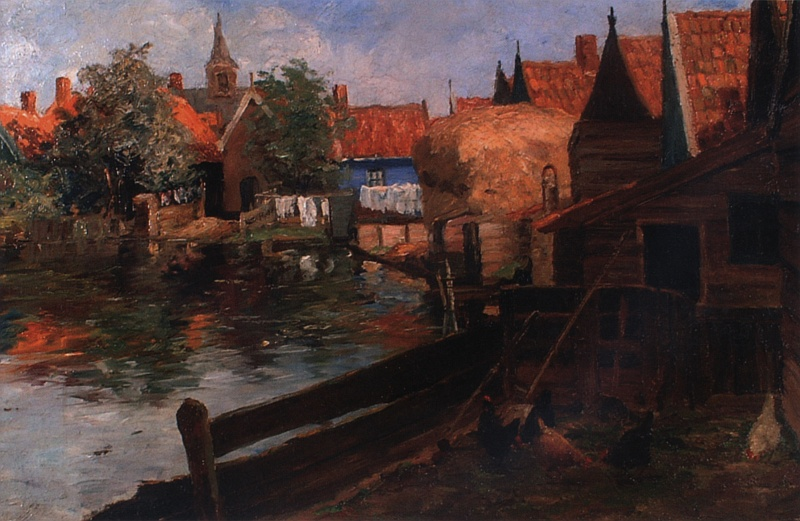
Volendam, vista del Brijkje

En 1883, Pieters tuvo éxito por primera vez con la pintura "Tiempo de descanso de los leñadores", que había presentado a la sección holandesa de la exposición mundial en Amberes. A partir de ese momento, se dedicaría por completo a la pintura. Continuó trabajando en Bélgica durante bastante tiempo y en 1894 ganó la medalla de segunda clase en la segunda exposición mundial de Amberes con el cuadro "Campo de maíz en Flandes". En 1896 se le concedió una medalla de oro por este mismo lienzo en el salón de París. Se casó con Marie van de Bossche con quien permaneció algún tiempo en París y Barbizon. En su primera época pintó principalmente bodegones y paisajes en un estilo relacionado con los viejos maestros holandeses. La venta de estos iba bien y esto resultó en encargos regulares para él.
En 1895 Pieters regresó a los Países Bajos y en 1897 se instaló en Blaricum. Inicialmente, sin embargo, encontró poco reconocimiento en su tierra natal y se le negó la membresía del Estudio Pulchri en La Haya. "Den Vlaeming" no fue reconocido entre los pintores de La Haya. Pieters era conocido por su estilo de vida bohemio y viajaba regularmente por los Países Bajos, especialmente a Volendam, que atrajo su atención. Ahora pintaba cada vez más interiores con figuras, con lo que tuvo especial éxito en América.
Poco después del cambio de siglo, Pieters pasó algún tiempo en Italia para recuperarse de una operación. A partir de ese momento, su obra se vuelve más ligera y clara. Cada vez con más frecuencia, las flores también aparecen en su obra. También realizó retratos en un estilo impresionista. En 1905 se trasladó a Katwijk aan Zee, donde realizó un gran número de escenas de playa, a menudo con pescadores de conchas y caballos. Poco después se instaló en Laren y vivió allí hasta su muerte en 1932. Aquí también volvería a pintar principalmente interiores, pero esta vez más claros que en su período de Blaricum.
Pieters murió en 1932 durante un viaje en taxi de Baarn a Laren, a la edad de 77 años. Su obra se encuentra en el Museo Real de Bellas Artes de Amberes, el ayuntamiento de Brasschaat, el Museo Frans Hals de Haarlem, el Museo Goois de Hilversum, el Museo Singer de Laren y museos de Barcelona y Toledo.

## Galería de su obra posterior a 1900

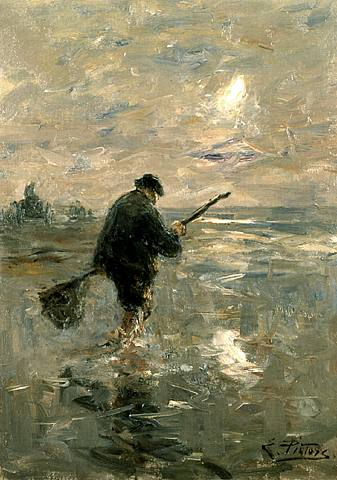
Playa, pescador de conchas
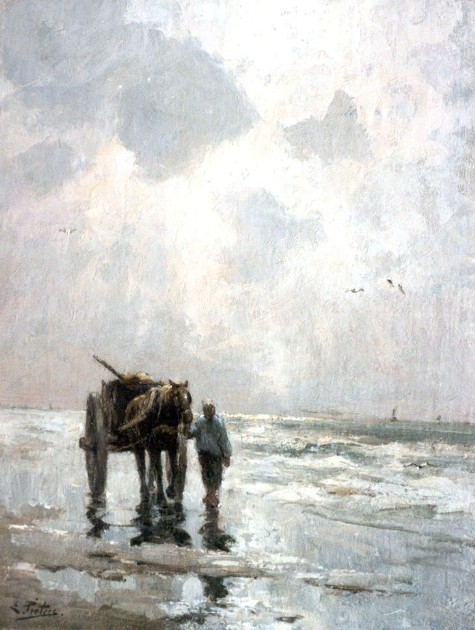
Pescador de conchas en la playa
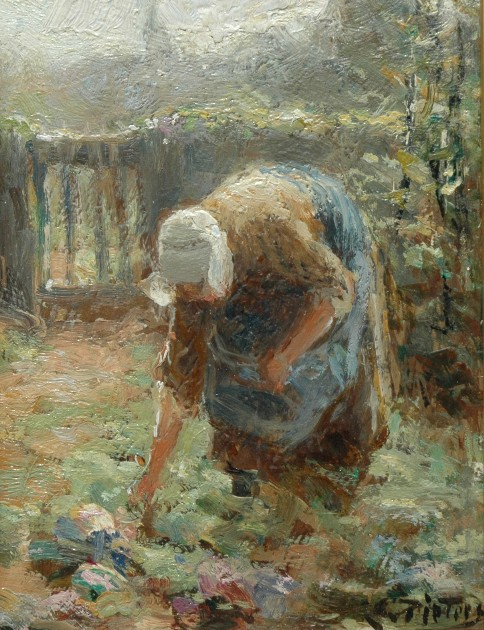
Trabajando en la huerta
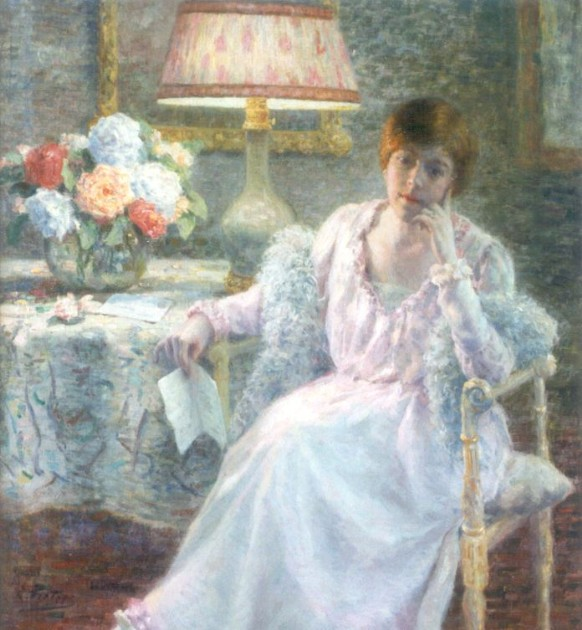
Interior con una mujer elegante, hacia 1900
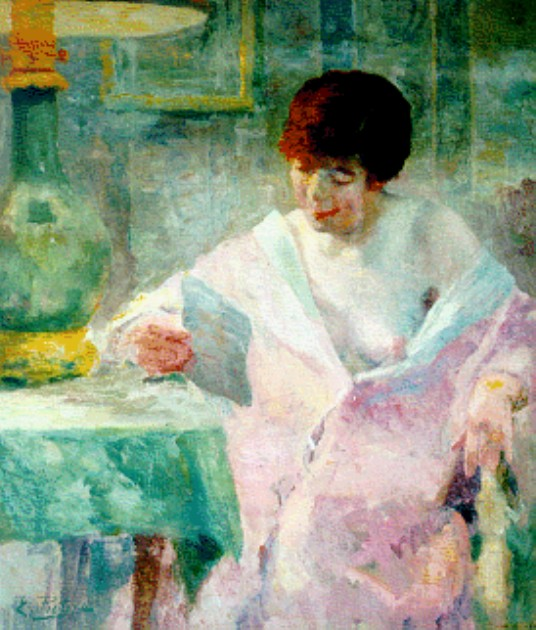
Leyendo una carta, hacia 1910
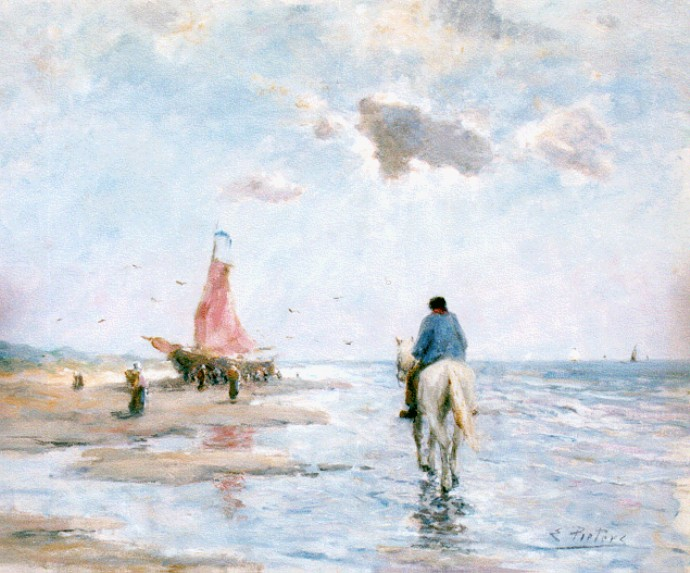
En la playa
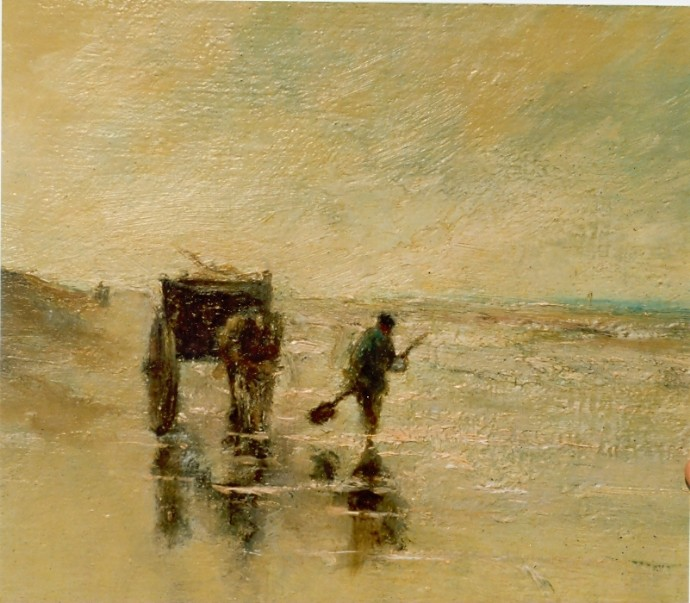
paisaje de playa
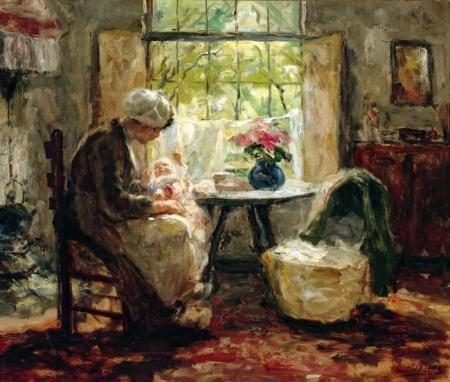
Interior con madre e hijo
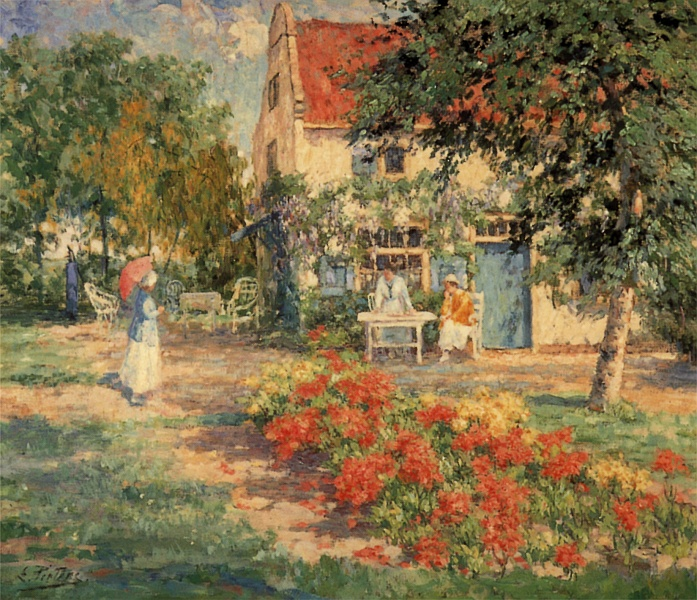
Día de verano, casa y jardín del pintor en Blaricum
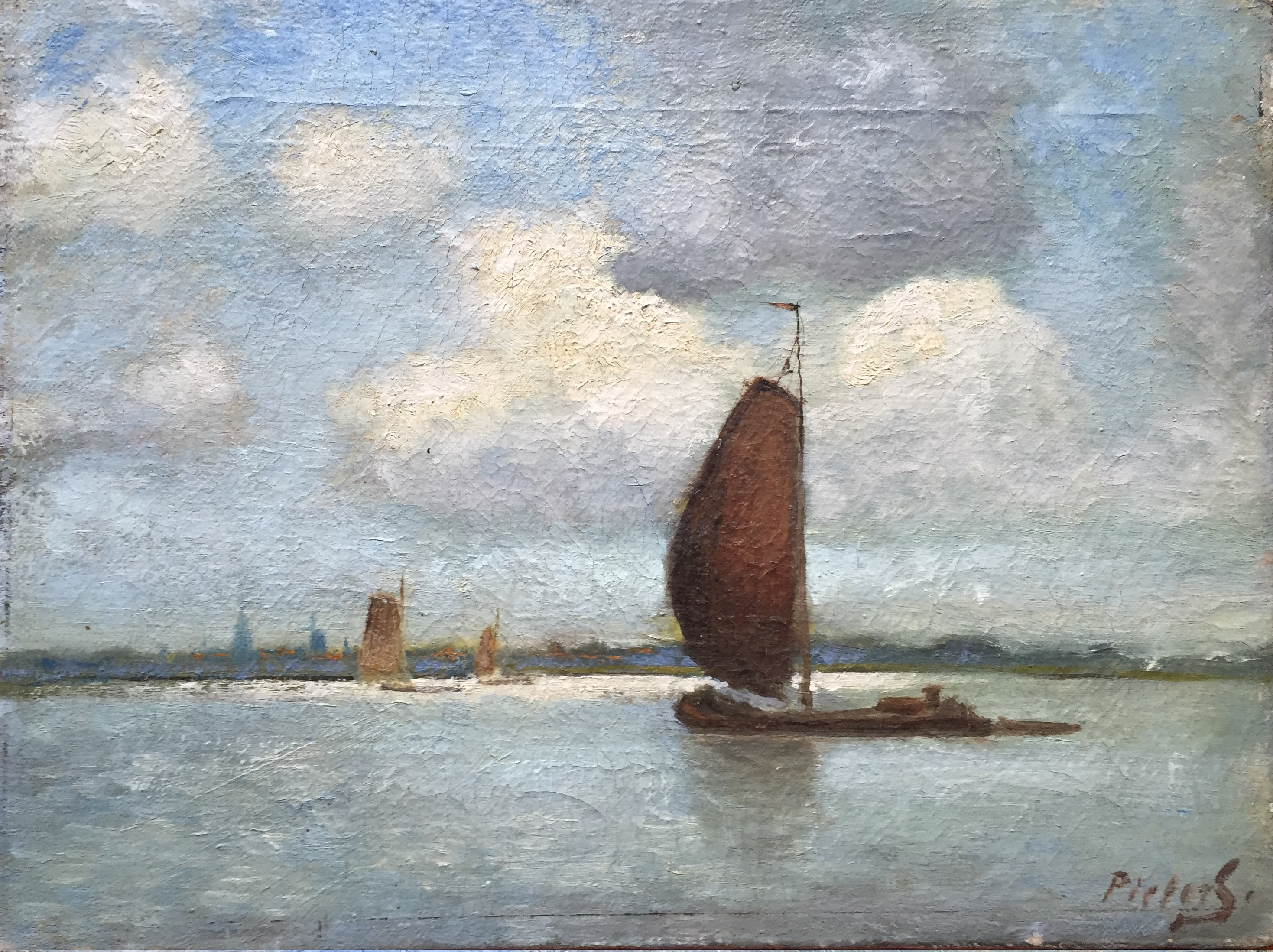
Seascape, legado a uno de sus seres queridos en 1890, luego donado a un museo en Leiden